# مابل (کنتاکی)
مابل (به انگلیسی: Mabel) یک منطقهٔ مسکونی در ایالات متحده آمریکا است که در شهرستان فولتن، کنتاکی واقع شده‌است. مابل ۸۹٫۹۲ متر بالاتر از سطح دریا قرار دارد.